# Brian Ua Néill
Brian Ua Néill, död 1260, var en irländsk monark. 
Han var kung av Tyrone 1238-1260, och Irlands högkung mellan 1258 och 1260. Han gjorde ett misslyckat försök att återupprätta positionen som Irlands storkonung.   